# Ulla-Britta Cargin
Ulla-Britta Cargin, född 6 september 1924 i Stockholm, död 30 april 2006 i Buenos Aires, var en svensk skådespelare. Hon valdes till Stockholms Lucia 1941. Hon gifte sig första gången med en argentinsk diplomat Jorge (George) Figueroa och utvandrade till Buenos Aires i Argentina 1949. Hon blev änka och gifte 1967 om sig med Sveriges generalkonsul Otto Kottmeier (1905–1987).
Under sina många år i Buenos Aires, intog hon en framskjuten position inom den månghövdade svenska kolonin. Hon var frikostig med uppmuntrande ord speciellt till de landsmän, som saknade anhöriga i Argentina. Hon besökte hemlandet vid flera tillfällen.

## Filmografi
- 1944 – Vi behöver varann
- 1945 – Barnen från Frostmofjället

### Fotnoter
1. ↑  ”Ulla-Britta Cargin”. Svensk Filmdatabas. http://www.sfi.se/sv/svensk-filmdatabas/Item/?type=PERSON&itemid=62056&ref=%2ftemplates%2fSwedishFilmSearchResult.aspx%3fid%3d1225%26epslanguage%3dsv%26searchword%3dUlla-Britta+Cargin%26type%3dPerson%26match%3dBegin%26page%3d1%26prom%3dFalse. Läst 19 februari 2013.